# بنها
بنها هي عاصمة محافظة القليوبية ضمن إقليم القاهرة الكبرى بمصر على بعد حوالي 45 كم إلى شمال القاهرة في منطقة وسط الدلتا، يحدها من الشرق محافظة الشرقية، ومن الشمال مدن ميت غمر وزفتى بمحافظة الدقهلية، ومن الجنوب مدينة قليوب وإقليم القاهرة الكبرى، ومن الغرب مدينة منوف بمحافظة المنوفية، وتعد بنها عاصمة محافظة القليوبية.
تلقّب بـ«بنها العسل»، حيث يعد عسل النحل البنهاوي من أجود الأنواع. تحيط بها المياه من الجنوب والشرق والغرب بحيث أصبحت شبه جزيرة.

## التاريخ
كانت بنها من القرى القديمة في مصر، اسمها الفرعوني القديم بير- نها و ⲡⲁⲛⲁϩⲟ في القبطية ومنه اسمها العربي بنها. واسم بنها 'بكسر الباء' يتكون من مقطعين 'بي' ومعناها 'بيت' أو حظيرة و'نها' ومعناها شجر الجميز، فكأن بنها معناها 'حظيرة الجميز'، التي كان لها شأن عند قدماء المصريين فكانت شجرة الجميز شجرة مقدسة عندهم يصنعون منه التوابيت والأثاث والتماثيل.
كانت قليوب عاصمة لمديرية القليوبية، فلما بنى فيها والي مصر آنذاك عباس حلمي قصره في بنها، أصدر أمرا في سنة 1850 بنقل ديوان المديرية إلى بنها التي كانت تابعة لمركز طوخ، ويتبع بنها ناحية نصف أتريب، وأصلها من مدينة أتريب المندرسة ويقال لها نصف أتريب الشرقية. ولما أنشئ مركز بنها أصبحت عاصمة لمديرية القليوبية عام 1913م وأخيرا تحولت المديرية إلى محافظة فأصبحت بنها عاصمة القليوبية منذ عام 1960م.

## المناخ
| البيانات المناخية لـبنها          | البيانات المناخية لـبنها | البيانات المناخية لـبنها | البيانات المناخية لـبنها | البيانات المناخية لـبنها | البيانات المناخية لـبنها | البيانات المناخية لـبنها | البيانات المناخية لـبنها | البيانات المناخية لـبنها | البيانات المناخية لـبنها | البيانات المناخية لـبنها | البيانات المناخية لـبنها | البيانات المناخية لـبنها | البيانات المناخية لـبنها |
| الشهر                             | يناير                    | فبراير                   | مارس                     | أبريل                    | مايو                     | يونيو                    | يوليو                    | أغسطس                    | سبتمبر                   | أكتوبر                   | نوفمبر                   | ديسمبر                   | المعدل السنوي            |
| --------------------------------- | ------------------------ | ------------------------ | ------------------------ | ------------------------ | ------------------------ | ------------------------ | ------------------------ | ------------------------ | ------------------------ | ------------------------ | ------------------------ | ------------------------ | ------------------------ |
| متوسط درجة الحرارة الكبرى °م (°ف) | 19.2 (66.6)              | 20.7 (69.3)              | 23.5 (74.3)              | 27.8 (82.0)              | 32 (90)                  | 34.5 (94.1)              | 34.8 (94.6)              | 34.6 (94.3)              | 32.4 (90.3)              | 30.2 (86.4)              | 25.5 (77.9)              | 20.9 (69.6)              | 28.0 (82.4)              |
| المتوسط اليومي °م (°ف)            | 12.7 (54.9)              | 13.7 (56.7)              | 16.2 (61.2)              | 19.7 (67.5)              | 23.7 (74.7)              | 26.5 (79.7)              | 27.6 (81.7)              | 27.4 (81.3)              | 25.3 (77.5)              | 23.1 (73.6)              | 19.4 (66.9)              | 14.6 (58.3)              | 20.8 (69.5)              |
| متوسط درجة الحرارة الصغرى °م (°ف) | 6.2 (43.2)               | 6.8 (44.2)               | 9 (48)                   | 11.7 (53.1)              | 15.4 (59.7)              | 18.5 (65.3)              | 20.4 (68.7)              | 20.2 (68.4)              | 18.2 (64.8)              | 15 (59)                  | 13.3 (55.9)              | 8.4 (47.1)               | 13.6 (56.5)              |
| الهطول مم (إنش)                   | 5 (0.2)                  | 4 (0.2)                  | 3 (0.1)                  | 1 (0.0)                  | 1 (0.0)                  | 0 (0)                    | 0 (0)                    | 0 (0)                    | 0 (0)                    | 2 (0.1)                  | 3 (0.1)                  | 6 (0.2)                  | 25 (0.9)                 |
| المصدر: Climate-Data.org          |                          |                          |                          |                          |                          |                          |                          |                          |                          |                          |                          |                          |                          |

## الاقتصاد
- تُعدّ بنها اليوم مركز الصناعات الإلكترونية في مصر بسبب وجود شركة بنها للصناعات الالكترونية.
- مركز تجارة الدواجن لجمهورية مصر العربية، ويوجد بها بورصة الدواجن المصرية.
- تُنتج المناطق الزراعية المحيطة ببنها القمح والقطن المصري.
- عُرفت بنها منذ القدم، كمركز لإنتاج عطر الورد.

## أهم المعالم
- الآثار الفرعونية بمنطقة أتريب.

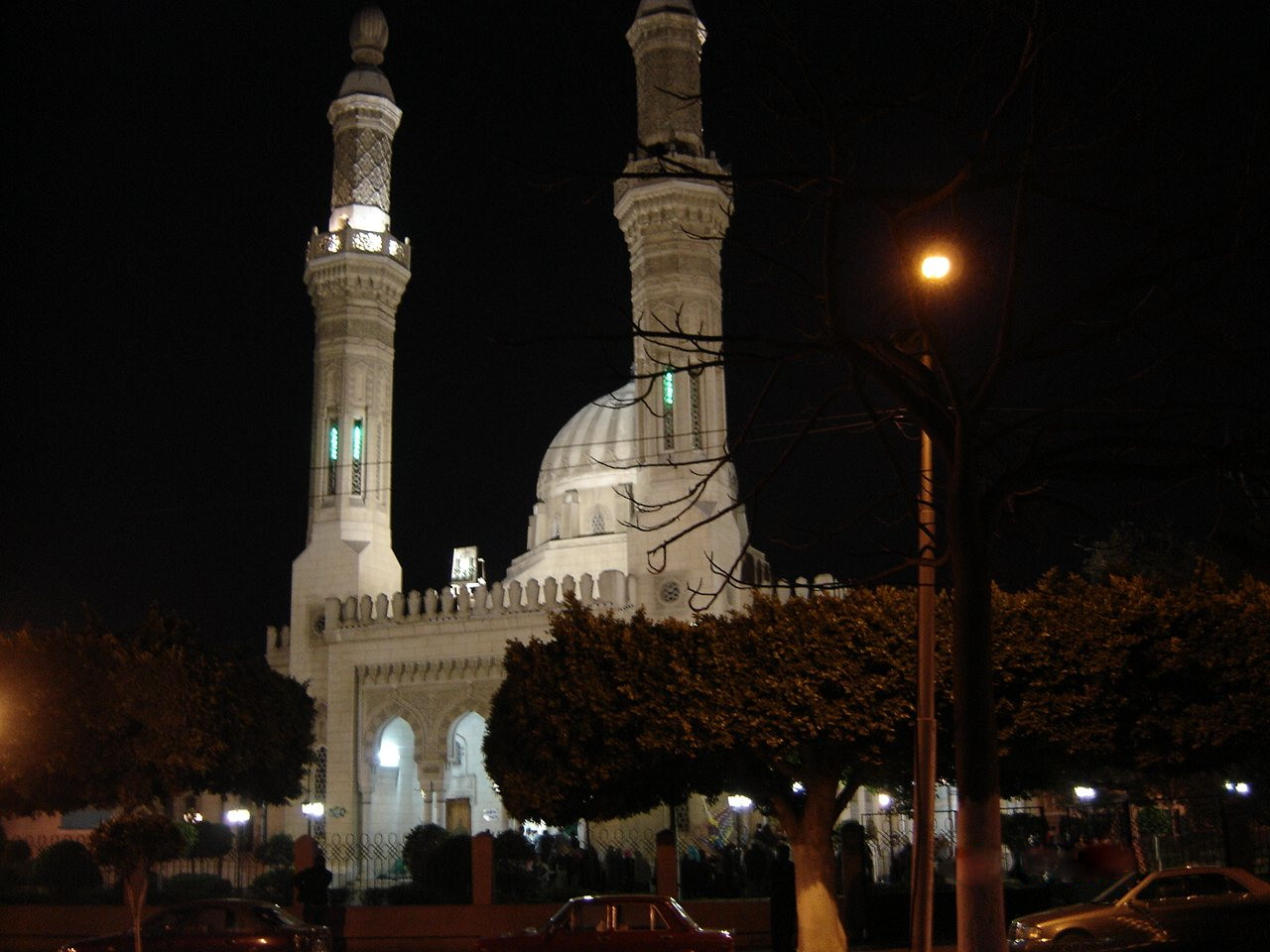
مسجد ناصر بنها

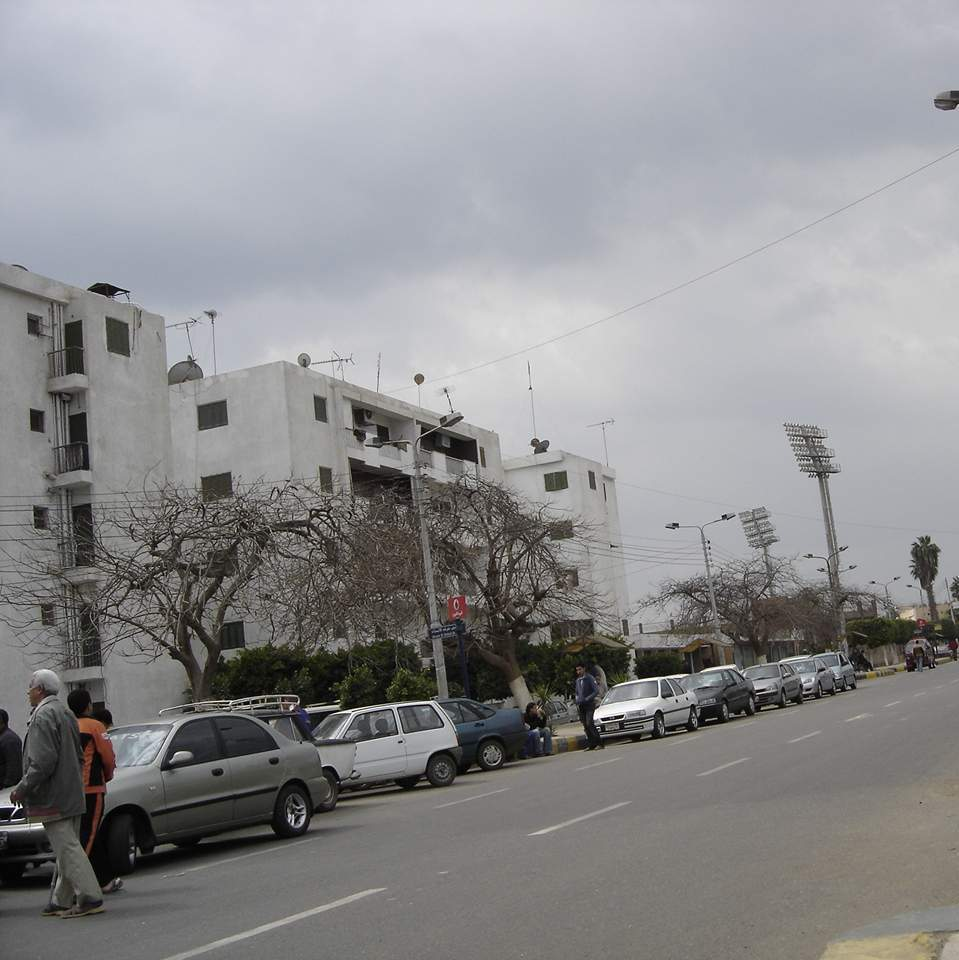
شارع الشهيد فريد ندا، بنها

- كوبري بنها القديم والذي غنت له المطربة العالمية داليدا في أغنية «أحسن ناس».
- قصر الخديوي عباس حلمي حفيد محمد علي باشا: تولّى الخديوي عباس باشا حلمي الحكم بعد عمه إبراهيم باشا. ولقد قُتل الخديوي عباس حلمي في قصره هذا على يد خادمه عمر وصفي.[9]
- بورصة الدواجن الرئيسية لجمهورية مصر العربية.
- ستاد بنها الرياضي: يتسع لعشرة آلاف متفرج.
- مسجد ناصر بمنطقة الفيلات.
- كورنيش النيل بمنطقة الفيلات وحديقة النيل للطفل.
- كوبري بنها الجديد الذي أنشئ خارج الكتلة السكنية بطول 5 كيلو متر.
- مجمع مواقف بنها متعدد الطوابق ويربط المدينة بمدن ومحافظات الجمهورية.
- محطة قطارات بنها حيث يبدأ من عندها تفرع جميع خطوط السكك الحديدية إلى جميع مدن الدلتا.
- جامعة بنها وتضم 19 كلية ومعهد: وتضم كليات الطب - العلاج الطبيعي - الطب البيطري - التمريض - الهندسة بشبرا - الهندسة ببنها - الحاسبات والمعلومات - الفنون التطبيقية - العلوم - التربية - التربية تعليم أساسي - التربية النوعية - التربية الرياضية - التجارة - الآداب - الحقوق - الزراعة - معهد فني تجاري - معهد فني صناعي
- مقابر الفراعنة كانت بقرية الرملة وكانت هناك بعض الكنوز بقرية الرملة.

## المناطق
| الترتيب | الاحياء      |
| ------- | ------------ |
| 1       | الرملة       |
| 2       | ميت العطار   |
| 3       | اتريب        |
| 4       | عزبة الزراعة |
| 5       | كفر مناقر    |
| 6       | كفر الجزار   |
| 7       | الاهرام      |
| 8       | بنها الجديدة |
| 9       | الفلل        |
| 10      | عزبة المربع  |
| 11      | كفر السرايا  |
| 12      | الحرس الوطني |
| 13      | منشية النور  |
| 14      | حي الزهور    |
| 15      | الشدية       |
| 16      | وسط البلد    |

## أبرز الشخصيات
- يحيى المشد، العالم النووي الذي اغتاله الموساد الإسرائيلي.
- كمال الدين حسين أحد المؤسسين لحركة الضباط الأحرار والذين قاموا بثورة 1952 م.
- علي عبد الفتاح المخزنجي وزير الصحة الأسبق.
- جمال العربي وزير التربية والتعليم الأسبق.
- أحمد حلمي ممثل كوميدي، زوجته الفنانة منى زكي.
- أحمد صفوت ممثل.
- أحمد فتحي لاعب كرة بالنادي الأهلي ومنتخب مصر.
- محسن الفنجري عضو المجلس الأعلى للقوات المسلحة.
- فؤاد قنديل الروائي الشهير.
- محمد صفي الدين خربوش: أستاذ العلوم السياسية ورئيس المجلس القومي للشباب.
- أحمد عزت عبد الحميد شرارة: وكيل وزارة الإعلام، وسفير سابقا.
- محمد عبد الله: لاعب كرة قدم بنادي سموحة، لعب للنادي الإسماعيلي ونادي الأهلي ونادي الزمالك كما خاض تجربة احترافية قصيرة بنادي كونيا سبورت التركي.
- يوسف الدجوي: عالم إسلامي شهير.
- حسين المرصفي: هو شيخ الأدباء في عصر الخديوي إسماعيل.
- عبد الحليم نور الدين: دكتور وعالم آثار مصري .
- سعد سمير : لاعب كرة بالنادي الأهلي و معار إلى نادي فيوتشر.

## معرض صور

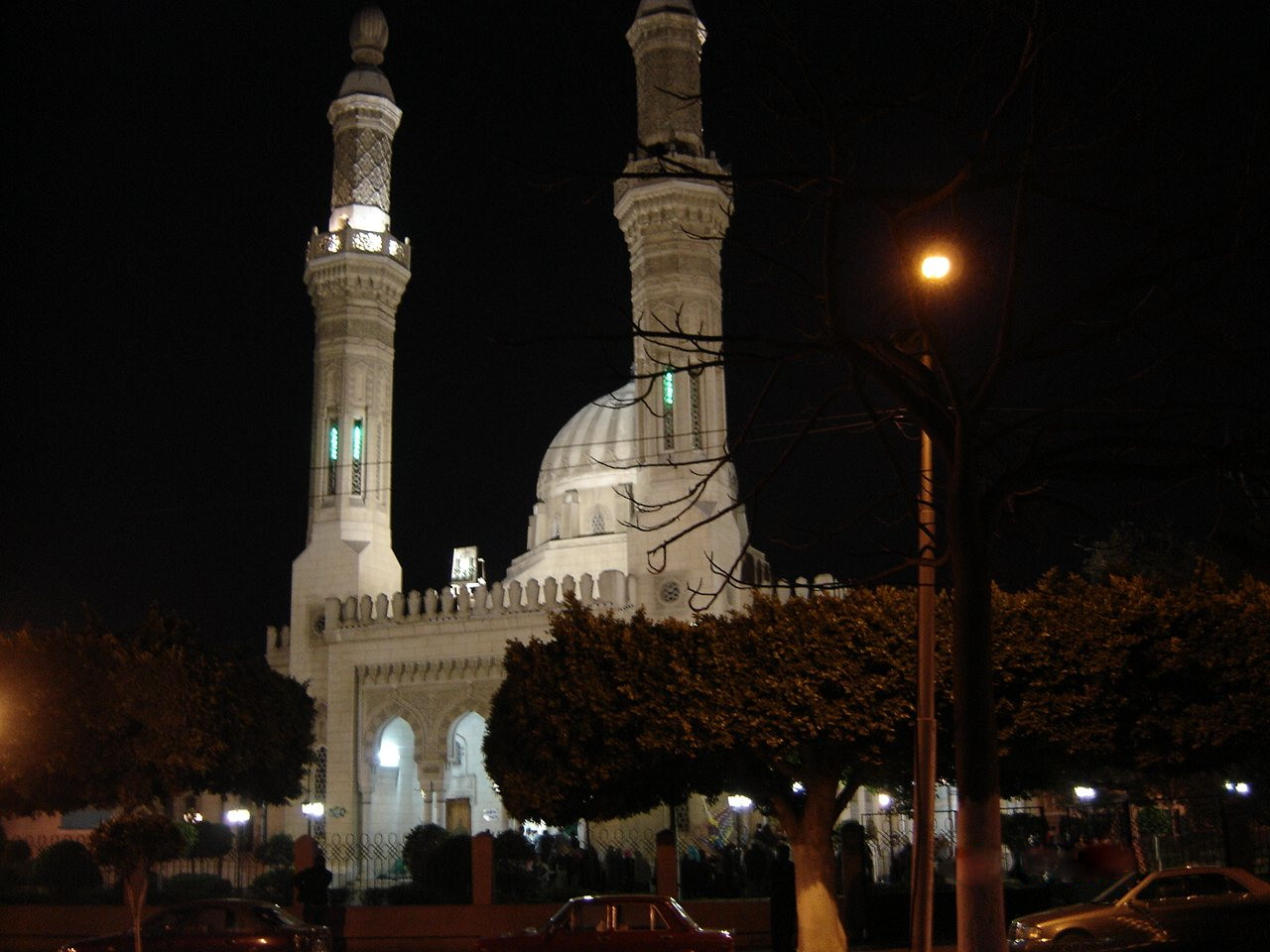
مسجد ناصر ببنها
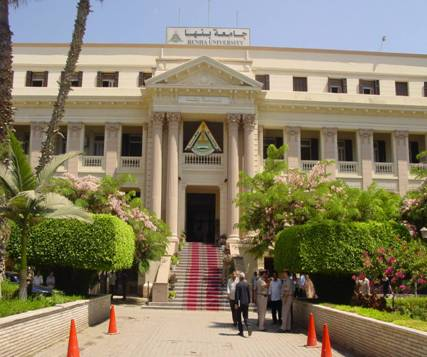
جامعة بنها
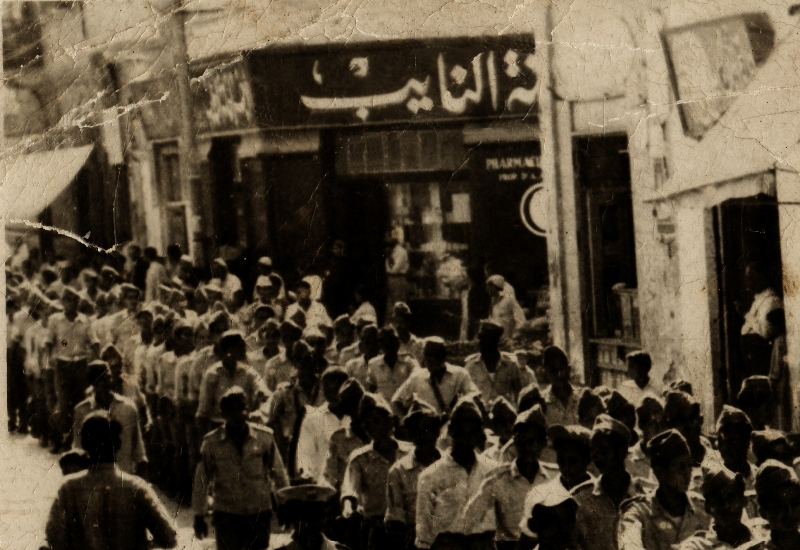
فرقة من الجيش المصري تمر من أمام «صيدلية النايب» في الخمسينات
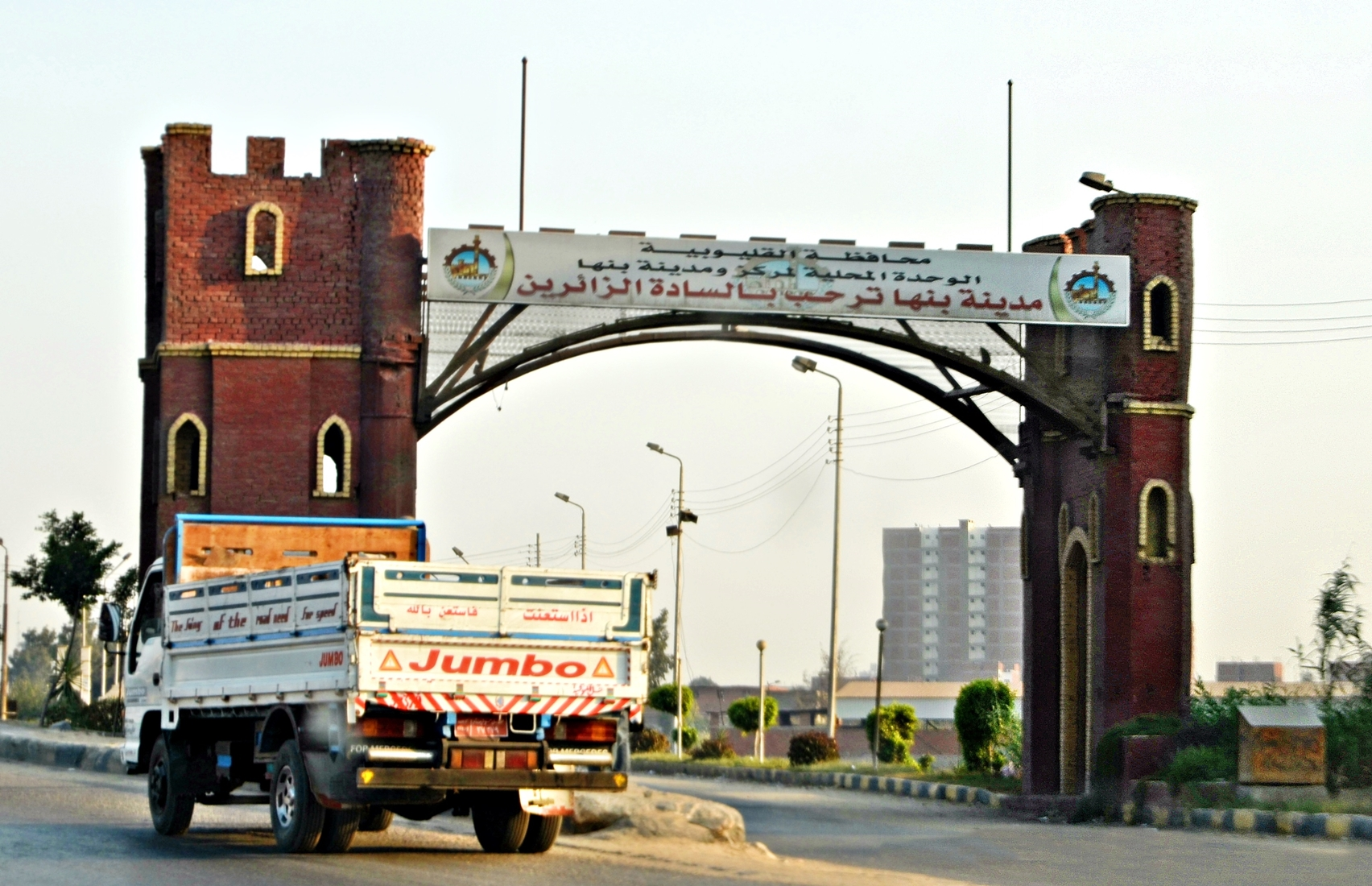
بوابة بنها على طريق القاهرة - الإسكندرية الزراعي.